# Victor Gibson
Victor Gibson, all'anagrafe Arthur Henry Gibson (Woolwich, 18 luglio 1888 – Ruislip, 8 aprile 1958) è stato un allenatore di calcio e calciatore inglese.

## Biografia
Durante tutta la sua carriera sportiva si fece chiamare per motivi ignoti Victor Gibson, anche se di fatto il suo vero nome era Arthur Henry Gibson.

## Carriera

### Giocatore
Dopo aver giocato in Inghilterra con i semiprofessionisti del Plumstead nella stagione 1911-1912 giocò da professionista in Spagna con l'Espanyol, per poi trasferirsi in Francia, Paese in cui avrebbe trascorso di fatto tutto il resto della sua carriera sportiva (inclusa quella da allenatore) al Cette.

### Allenatore
Dal 1914 al 1924 è stato anche allenatore del Sète (all'epoca ancora noto come Olympique Cette), club di cui dal 1912 al 1924 è stato anche giocatore. Dal 1925 al 1929 ha allenato l'Olympique Marsiglia, con cui nelle stagioni 1925-1926 e 1926-1927, ovvero le sue prime due alla guida del club, ha vinto per due volte consecutive la Coppa di Francia. Dal 1929 al 1934 ha invece allenato il Sochaux, mentre nella stagione 1934-1935 ha allenato l'Hispano-Bastidienne, un club di Bordeaux.

## Palmarès

### Allenatore

#### Competizioni nazionali
- Coppa di Francia: 2

Olympique Marsiglia: 1925-1926, 1926-1927